# Plan de Zacatepec
Plan de Zacatepec är en ort i Mexiko.   Den ligger i kommunen Tlapa de Comonfort och delstaten Guerrero, i den sydöstra delen av landet, 240 km söder om huvudstaden Mexico City. Plan de Zacatepec ligger 1 484 meter över havet och antalet invånare är 201.
Terrängen runt Plan de Zacatepec är kuperad åt nordväst, men åt sydost är den bergig. Plan de Zacatepec ligger nere i en dal. Runt Plan de Zacatepec är det ganska glesbefolkat, med 36 invånare per kvadratkilometer. Närmaste större samhälle är Xalpatlahuac, 16,9 km nordväst om Plan de Zacatepec. I omgivningarna runt Plan de Zacatepec växer huvudsakligen savannskog.